# Stanisław Korwin-Dzbański
Stanisław Korwin-Dzbański lub też Stanisław Ritter von Korwin-Dzbański (ur. 1856, zm. 1923) – polski prawnik i publicysta tworzący w zaborze austriackim. W 1903 roku nominowany do Pokojowej Nagrody Nobla.
Zajmował się tworzeniem kodeksu karnego delegalizującego pojedynki w zaborze austriackim. Był autorem pracy Dzieła na temat wojny i pokoju, za którą w 1903 został nominowany do Pokojowej Nagrody Nobla. 

## Wybrana bibliografia autorska
- Krieg und Duell (Kommissionsverlag Rudolf Lechner & Son, Wiedeń, 1907)
- Zur Reform des Militär-Straf- und ehrenräthlichen Verfahrens in Oesterreich-Ungarn (Manz, Wiedeń, 1895)